# Burleigh (Nueva Jersey)
Burleigh es un lugar designado por el censo ubicado en el condado de Cape May en el estado estadounidense de Nueva Jersey. En el año 2010 tenía una población de 725 habitantes.

## Geografía
Burleigh se encuentra ubicado en las coordenadas 39°2′44.41″N 74°51′5.61″O / 39.0456694, -74.8515583.